# NGC 5963
NGC 5963 est une galaxie spirale située dans la constellation du Dragon. Sa vitesse par rapport au fond diffus cosmologique est de 703 ± 3 km/s, ce qui correspond à une distance de Hubble de 10,37 ± 0,73 Mpc (∼33,8 millions d'al). NGC 5963 a été découverte par l'astronome germano-britannique William Herschel en 1788.
NGC 5963 présente une large raie HI.

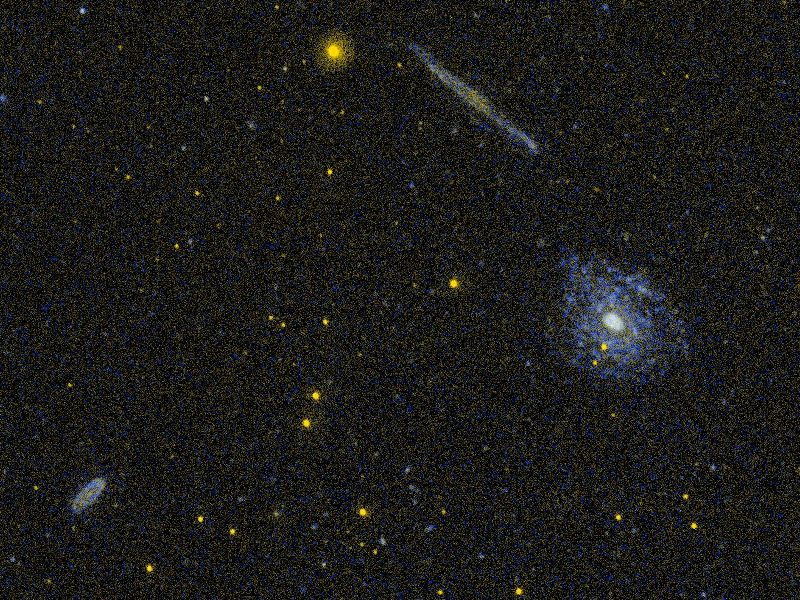
NGC 5961, NGC 5963 et NGC 5965 en ultraviolet par le satellite GALEX.

En raison d'une brillance de surface égale à 14,83 mag/am2, on peut qualifier NGC 5963 de galaxie à faible brillance de surface (LSB en anglais pour low surface brightness). Les galaxies LSB sont des galaxies diffuses (D) avec une brillance de surface inférieure de moins d'une magnitude à celle du ciel nocturne ambiant.

## Distance de NGC 5963
La vitesse radiale de 656 km/s de NGC 5963 est trop faible et on ne peut utiliser la loi de Hubble-Lemaître pour calculer sa distance à partir du décalage vers le rouge. Cependant, à ce jour, cinq mesures non basées sur le décalage vers le rouge (redshift) donnent une distance de 27,180 ± 7,260 Mpc (∼88,7 millions d'al). Notons que c'est avec la valeur moyenne des mesures indépendantes, lorsqu'elles existent, que la base de données NASA/IPAC calcule le diamètre d'une galaxie.